# Caramello (singolo)
Caramello è un singolo del rapper italiano Rocco Hunt, della cantante italiana Elettra Lamborghini e della cantante spagnola Lola Índigo pubblicato il 17 giugno 2022 come unico estratto dalla riedizione del quinto album in studio di Rocco Hunt Rivoluzione.
Nello stesso anno è uscita anche una versione in spagnolo intitolata Caramelo.

## Descrizione
Il brano è stato scritto da Rocco Hunt, Federica Abbate e Tropico, con musica e produzione di Zef.

## Accoglienza
Fabio Fiume assegna al brano un punteggio di 6 su 10 recensendo il brano per All Music Italia, scrivendo che la presenza del rapper sia «ridotta davvero all’osso», trovando tuttavia una produzione studiata. Vincenzo Nasto di Fanpage.it definisce il brano «la rappresentazione migliore del Bel Paese in termini autoriali», trovando particolare «il capovolgimento linguistico» tra la lingua italiana e lo spagnolo.

## Video musicale
Il video, diretto da Fabrizio Conte e girato in Puglia, è stato reso disponibile il 29 giugno 2022 attraverso il canale YouTube del rapper.

## Tracce
Testi di Rocco Pagliarulo, Federica Abbate e Davide Petrella, musiche di Stefano Tognini.
Download digitale
1. Caramello – 3:18

Download digitale – versione spagnola
1. Caramelo – 3:17

## Classifiche

### Classifiche settimanali
| Classifica (2022) | Posizione massima |
| ----------------- | ----------------- |
| Italia            | 3                 |

### Classifiche di fine anno
| Classifica (2022) | Posizione |
| ----------------- | --------- |
| Italia            | 27        |